# Escoles Nacionals (Salardú)
Escoles Nacionals és una obra de Salardú, al municipi de Naut Aran (Vall d'Aran) inclosa a l'Inventari del Patrimoni Arquitectònic de Catalunya.

## Descripció
Les Escoles Nacionals de Salardú (avui, Escòla Ruda) és un edifici en forma d'H, amb accés pels volums testers dels extrems, independent per a nois i noies. Els volums testers contenen elements decoratius remarcables per la composició original dels pilars, les impostes i l'arquitrau, que proporcionen un espai porxat amb sostre enteixinat en què s'hi troba un portal d'arc de mig punt, a la planta baixa. A diferència d'Arties, a Salardú el parament arrebossat dels elements arquitectònics els assimila a la textura general de les façanes, la qual cosa és conseqüència d'intervencions posteriors, com la que va desvirtuar els testers originals. Cal buscar en el cos central la diferència amb l'escola veïna, perquè a la planta baixa presenta una seqüència de sis obertures adovellades amb arcs de mig punt, tres a cada banda d'un pilar adossat de carreus regulars que actua com a eix de simetria, i que es repeteix a les cantonades dels diferents cossos de l'edifici. Al primer pis les obertures són regulars, àmplies, i en el mateix nombre que al pis inferior. La coberta és a dos vessants al cos central i composta als volums testers, amb teula de pissarra. L'edifici se situa en un solar enlairat, a tocar de la carretera del Port de la Bonaigua, encarat a sud.

## Història
Durant el primer quart del segle xx, l'escolarització dels infants en els àmbits de muntanya de l'Estat espanyol resultava deficitària. La Vall d'Aran no era aliena a la situació, fins al punt que el 1925 es va decretar una Reial ordre que establia un nou règim escolar a la Vall d'Aran. Naturalment, una de les primeres accions que van decretar-se consistia en la construcció d'escoles modernes i funcionals. Ignasi de Villalonga, arquitecte de la Diputació de Lleida, va ser el responsable de projectar un primer lot a Es Bòrdes, Arties i Salardú. Les tres comparteixen la concepció arquitectònica, i cadascuna rep petites adaptacions de detall.